# Sadkal
 (septembre 2009).

Sadkal est un village situé à 40 km d’Islamabad (Pakistan).
Ce village appartient à la subdivision du district d'Attock.